# Din Mohammad Hanif
Qari Din Mohammad Hanif (en persa: قاری دین محمد حنیف‎; Distrito de Yaftali Sufla, 1955) es un político afgano, miembro del Movimiento Talibán, quien se desempeña actualmente como Ministro de Economía de Afganistán.
Miembro del Consejo Supremo Talibán y de la Oficina de Catar, también se desempeñó como Ministro de Planificación y Ministro de Educación Superior durante el Emirato Islámico de Afganistán, de 1996 a 2001.

## Biografía

### Temprana edad y educación
Hanif nació en 1955 en el Distrito de Yaftali Sufla, en la Provincia de Badajshán, hijo de Qari Muhammad Nazir. A la edad de 15 años memorizó el Corán. Realizó su educación primaria junto a su padre. Cuando las madrasas, instituciones educativas y religiosas, fueron cerradas y destruidos debido a la Guerra Afgano-Soviética, viajó a Jaiber Pastunjuá, Pakistán, en 1985, donde continuó su educación y cursó hasta el último año del Dars-i Nizami.

### Carrera profesional
Antes de comenzar el último año de estudios, surgió el Movimiento Talibán. Al igual que otros cientos de estudiantes en la Provincia de Badajshán, Hanif se unió a ellos. Ascendió en la jerarquía y y durante el Emirato Islámico de Afganistán sirvió como Ministro de Planificación y Ministro de Educación Superior.
En 2003 se convirtió en el líder yihadista de la provincia de Badajshán y en 2004 se convirtió en miembro de la comisión política. De manera similar, por orden del Mulá Mohammed Omar, fue elegido miembro del Consejo de Liderazgo.
El 7 de septiembre de 2021, fue nombrado Ministro de Economía del recientemente reorganizado Emirato Islámico de Afganistán.
Se dice que es uno de los pocos no pastunes en el liderazgo talibán porque es de ascendencia tayika de la provincia norteña de Badajshán.